# Phascolion medusae
Phascolion medusae är en stjärnmaskart som beskrevs av E. Cutler och Cutler 1980. Phascolion medusae ingår i släktet Phascolion och familjen Phascoliidae. Inga underarter finns listade i Catalogue of Life.